# Holín
Holín település Csehországban, a Jičíni járásban. Holín Podhradí, Mladějov, Brada-Rybníček, Zámostí-Blata, Ohaveč, Březina, Dolní Lochov, Jinolice, Jičín, Libuň, Ostružno és Samšina településekkel határos. Lakosainak száma 624 fő (2024. január 1.).

## Népesség
A település lakosságának változását az alábbi diagram mutatja:
| Lakosok száma | 867  | 983  | 817  | 722  | 484  | 526  | 583  | 607  | 599  | 624  |
|               | 1869 | 1890 | 1921 | 1950 | 1980 | 2001 | 2017 | 2019 | 2022 | 2024 |